# Acacia holotricha
Acacia holotricha é uma espécie de leguminosa do gênero Acacia, pertencente à família Fabaceae.